# Ельга
Ельга́ (рос. Эльга) — селище у складі Верхньобуреїнського району Хабаровського краю, Росія. Входить до складу Чекундинського сільського поселення.

## Населення
Населення — 153 особи (2010; 209 у 2002).
Національний склад (станом на 2002 рік):
- росіяни — 91 %